# 南村万博駅
南村万博駅（なんそんばんぱくえき、中文表記: 南村万博站）は中華人民共和国広東省広州市番禺区に位置する広州地下鉄7号線及び18号線の駅。

## 沿革
計画時の仮駅名は「鶴荘駅」であった。
- 2013年4月1日：着工。
- 2014年7月15日：駅名が現在の「南村万博駅」に決まる[3]。
- 2016年12月28日：7号線の駅として正式開業する[4]。
- 2021年9月28日：18号線の正式開業により、乗り換え駅となる[5]。

## 駅周辺
- 番禺天河城(ショッピングセンター)
- 万達広場バスターミナル(万达广场公交总站)

## 隣の駅
広州地下鉄
■7号線
漢渓長隆駅 - 南村万博駅 - 員崗駅
■18号線
沙渓駅 - 南村万博駅 - 番禺広場駅